# Sentido da vida

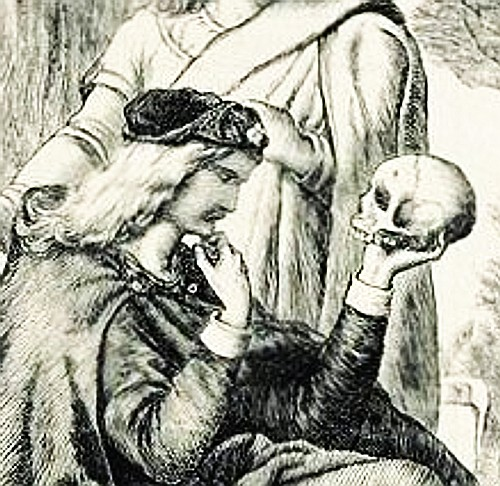
Hamlet meditando sobre o crânio de Yorick tornou-se a personificação mais duradoura das imagens vanitas, transmitindo o tema memento mori ("lembre-se de que você morrerá"). Qualquer que seja o sentido da vida, ela (a vida) é passageira.

O sentido da vida constitui um questionamento filosófico acerca do propósito e significado da existência humana. Segundo P. Tiedemann, este questionamento demarca a "interpretação do relacionamento entre o humano e seu incrivel mundo".
Há uma quantidade inumerável de possíveis respostas para "o sentido da vida", frequentemente relacionadas ou com a religião ou com a filosofia. Opiniões sobre o sentido da vida podem por si próprias se distinguir de pessoa por pessoa, bem como também pode variar no decorrer da vida de cada humano. No entanto, de uma forma mais ampliada, não existe consenso sobre tal.

## Respostas da filosofia

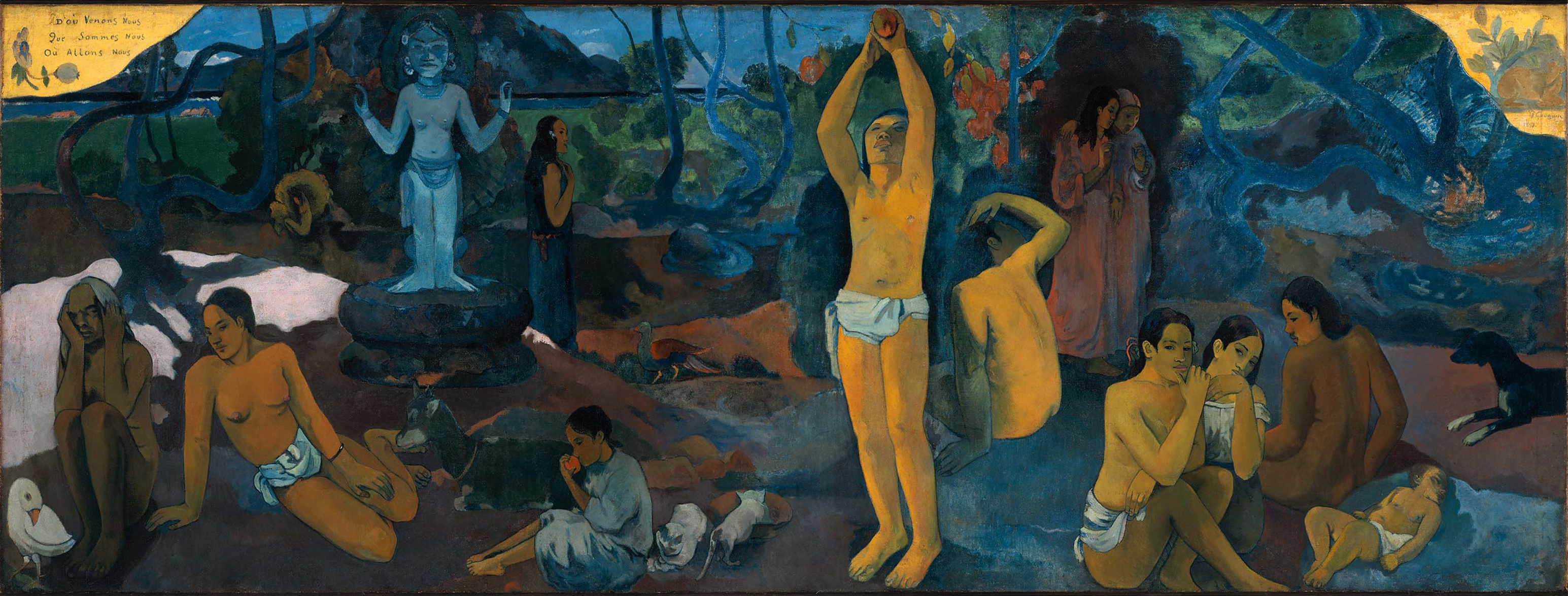
De onde viemos? O que somos? Para onde vamos?, uma das pinturas mais famosas do pós-impressionista Paul Gauguin

As opiniões em relação ao sentido da vida, que foram expressadas na história da filosofia, podem ser consideradas representativas como respostas não-religiosas. Algumas das respostas expostas no decorrer do tempo sobre tal questionamento serão introduzidas a seguir.

### Antiguidade e Idade Média
O sentido da vida na filosofia antiga consiste principalmente da aquisição da felicidade (eudaimonia). Esta era comumente considerada a característica mais elevada e mais desejada. Neste contexto, as diferenças entre as escolas filosóficas resultam das diferentes concepções sobre a felicidade e como cada qual acreditava que ela pudesse ser atingida.
Após Platão, a alma imortal humana consistia de três partes: a razão, a coragem e os instintos. Apenas se essas três partes estivessem em equilíbrio e não se contradissessem mutuamente, o ser humano poderia ser feliz.
Aristóteles, filósofo da Grécia Antiga, não julgava a felicidade como uma condição estática, mas sim uma constante ativa da alma. A felicidade humana perfeita só poderia  ser encontrada na contemplação da vida (bios theoretikos), isto é, no filósofo e/ou no pesquisador científico.
O estoicismo derrubou a virtude em posição da felicidade. Só aqueles que vivem em uníssono com a ordem do cosmo, livre de emoções, desejos e paixões e seja indiferente perante ao próprio destino, alcançaria  o estado final "apatia". Esta insensibilidade perante os acontecimentos da vida, a "paz estoica", significava a verdadeira felicidade.
Por outro lado para Epicuro, o sentido da vida jaz no desejo. Condições prévias de felicidade eram a superação do medo e da dor. Recomendava-se ainda a isolação da vida pública resguardando-se apenas a um pequeno círculo de amigos.
A Idade Média foi finalmente o tempo no qual o Cristianismo dominou na Europa, detendo o monopólio de todo o sentido oferecido àquele tempo. Na Baixa Idade Média, a ênfase do sentido transferiu-se do pessoal ao coletivo, na sucessão pessoal de Cristo e a união mística com Deus que já havia sido procurada. Assim, com a declaração da vida eterna, o significado da vida na visão da Idade Média estava na máxima e eterna comunhão com Deus.

### Sentido da vida emMontaigne
Da análise exaustiva que faz de si mesmo nos textos, pode-se inferir elementos de busca por sentido para sua própria existência, ainda que não exatamente expostos como tal. Os eixos centrais para encontrar a busca pelo sentido da vida na filosofia de Montaigne são essencialmente quatro: conhecimento de si, solidão, prazer e meditação sobre a morte.

#### Conhecimento de Si
Pode-se dizer que a busca por sentido de vida na filosofia de Montaigne, ainda que não se tenha uma formulação clara e específica sobre tal, é levar a sério o que a literatura platônica confere aos portais do oráculo de Delfos: “Conhece-te a ti mesmo”. De fato, o senhor de Montaigne parece preocupar-se em desvincular sua vida de quaisquer outras preocupações que não o conhecimento de si a fim de que se possa viver ao próprio gosto, usufruindo dos prazeres que lhe aprazem.
“Ora, já que decidimos viver sós e dispensar companhia, façamos com que nosso contentamento dependa de nós: libertemo-nos de todos os laços que nos prendem aos outros, conquistemos de nós mesmos o poder de viver sós, em conhecimento de causa, e assim vivermos a nosso gosto”. 
Não se vê no autor um anseio por conferir sentido à vida explicitamente aos moldes da contemporaneidade, seus escritos deixam rastros de que tal matéria não era uma grande preocupação para sua mente. Parece propor, de forma simples e firme, que o sujeito confere sentido e  objetivo para a própria vida , como é comum no humanismo. Na página 178 dos Ensaios, cita o filósofo romano Cícero: “O que deveis procurar não é mais o que o mundo fala de vós mas como deveis falar a vós mesmos”.  Não é nos outros, nas vozes externas, que o sentido se esconde, mas na voz interior, no entretenimento consigo mesmo.
No capítulo “Sobre a Experiência”, Montaigne afirma que o homem possui natural desejo de conhecimento, uma influência aristotélica sempre presente no autor. Porém, não no âmbito genérico, mas no desejo de conhecimento de si mesmo especificamente, baseado na experiência comum do cotidiano mais que nas teorias e opiniões alheias. “Estudo a mim mesmo mais que a outro assunto. É a minha metafísica, é a minha física”.

#### Solidão
Michel, senhor de Montaigne, optou por uma vida retirada das agitações da cidade e do mundo após anos de vida política ativa. Ele entedia que a solidão é mais razoável que a excessiva dedicação às coisas do mundo. Que é preciso dedicar-se a voltar aos próprios pensamentos e intenções, e não só viver para os outros. Esse justo emprego do tempo consigo mesmo é também a necessária preparação para a morte, objetivo final e inevitável da vida. 
A verdadeira solidão é a que gera desapego, uma virtude contra a ambição e vanglória do mundo. Isso não significa, porém, que se deva privar de todo dos prazeres ou viver como um eremita. Na verdade, é preciso aprender uma justa medida de acordo com sua própria natureza. “É preciso ter mulheres, filhos, bens e sobretudo saúde, se possível, mas não se apegar a eles de maneira que nossa felicidade disso dependa”.  Usufruir da glória e da riqueza de forma moderada e generosa é algo mais estimado do que a completa privação dela.  De forma que não se deixe submeter pelas coisas, mas submeta as coisas a si.
A solidão mal preparada, em contrapartida, constitui um empecilho à felicidade. Isso porque, na vida mais reclusa, se esconde necessariamente o ócio. Dessa forma, o espírito precisa ocupar-se de algum assunto que o refreie e o contenha, caso contrário, dispersa-se no campo vago da imaginação. “A ociosidade sempre torna o espírito inconstante”.  É preciso aprender a aplicar as forças em objetivos específicos, pois, fora disso, se perde o sentido e se entrega à agitação inútil.
Por ser católico e fortemente influenciado pelo cristianismo, afirma que a radical austeridade e abandono do mundo só é louvável quando vivido à maneira dos santos, a saber, abrir mão da felicidade terrena tendo em vista a felicidade eterna. Essa é, inclusive, a maior de todas as formas de vida.  As almas comuns - como Montaigne se classifica - precisam se agarrar a alguns confortos corporais, aos prazeres que os anos arrancam, fugindo, porém, da ambição e da glória, que furtam o repouso.

#### Prazer
Montaigne acredita que o objetivo do homem é a busca pelo prazer, mesmo aquele que busca conhecer-se e cultiva uma virtuosa solidão. Esse prazer a que se refere, porém, assemelha-se às virtudes, tendo por diferença ser “mais momentâneo, fluido e frágil”, ainda que também tenha “suas vigílias, seus jejuns e seus trabalhos, e o suor e o sangue”. Apesar disso, o prazer em si não é o sentido absoluto, visto que a própria busca pelos prazeres é aprazível, porque “a tarefa impregna-se da qualidade do objeto a que visa”.  Viver moderadamente e estar em busca de prazeres que contentem a alma parece ser um bom objetivo em comum aos homens.

#### Meditação sobre a Morte
Para uma boa vida, ou seja, para uma vida que tem sentido, o homem não pode eximir-se da reflexão sobre a morte, visto que esta é “o objeto necessário da nossa mira”. Em contrário, deve-se considerar a morte natural como extraordinário e estar preparado para a morte de qualquer forma e em qualquer tempo.  A morte precisa ser sempre “premeditada”: meditada com antecedência; mas não uma preocupação. Montaigne confessa que: “Não há nada de que me haja ocupado desde sempre como dos pensamentos sobre a morte, e até na época mais licenciosa de minha vida (…)”. O que evidencia a tônica de que viver é construir a morte desde que se nasce.
“Onde quer que vossa vida acabe, ela está toda aí. A utilidade do viver não está na duração: está no uso que dele fizemos. Atentai para isso enquanto estais aqui. Ter vivido bastante está em vossa vontade, não no número dos anos”.
Interessante notar, como exposto no fragmento acima, que uma boa vida, uma vida com sentido, pouco ou nada tem a ver com quantidade de tempo vivido. Antes, porém, é a vontade aplicada no tempo que se vive. O sentido não está em prolongar a vida, mas em saciar-se com o tempo que se tem. Por isso a premeditação da morte é tão importante, porque “meditar previamente sobre a morte é meditar previamente sobre a liberdade (…). Saber morrer liberta-nos de toda sujeição e imposição”.  Não fica-se sujeito ao tempo ou aos apegos de glória e riqueza, mas em aproveitar o que se tem e enquanto se tem, contente com o que Deus e a natureza permitem viver. Desmascarando a realidade de todas as coisas e pessoas, o que resta é a mesma morte, da qual ninguém escapa e sobre a qual não se tem controle algum.

#### Conclusão
Em virtude dos aspectos mencionados, levando em consideração que não parece ter sido a intenção de Montaigne esquematizar uma filosofia do sentido da vida (inclusive ele tenta libertar-se desse peso na introdução “Ao Leitor” quando se coloca como a matéria de seu livro e diz que não se deve empregar vagar em assunto tão frívolo e vão quanto ele mesmo), pode-se aproveitar desses quatro traços marcantes da experiência de vida do autor e apontar na direção de uma busca por sentido. Tais eixos não parecem conduzir à felicidade caso estejam estanques, mas são uma construção conjunta que auxilia o sujeito a outorgar-se seus próprios objetivos e o próprio sentido de sua vida.

## Respostas das religiões
As diferentes religiões dão diferentes respostas para a questão sobre o sentido da vida. As seções abaixo descrevem sucintamente a visão de cada religião.

### Budismo
No Budismo, é dito claramente que o objetivo da vida para todos os seres humanos é único. Sofremos (também) por causa das paixões mundanas, mas a causa maior de todo o nosso sofrimento é por não saber o que ocorrerá após a morte. Resolvida essa questão, pode-se atingir a Felicidade Absoluta, que não depende de fatores externos para existir (a maioria dos seres humanos só conhece felicidades relativas, que somente existem por comparação. Por exemplo: "eu sou feliz porque tenho mais dinheiro que fulano, ou porque tenho mais dinheiro agora do que antes"). Tal Felicidade Absoluta é, de fato, o verdadeiro objetivo da vida (quaisquer outros supostos objetivos - sucesso, dinheiro, diversão, etc. - são, na verdade, metas, mas não o objetivo final). Esse objetivo precisa ser atingido em vida. Por meio da Lei da Causa e Efeito (um princípio fundamental e imutável do Universo, válido em qualquer lugar e em qualquer época, que diz que: boas ações levam a boas consequências; más ações levam a infelicidades; e somente as ações que uma pessoa comete são responsáveis por todo e qualquer destino que ela tiver), também conhecida como lei cármica, uma pessoa consegue, ao praticar o bem e ouvindo o Budismo, se aproximar da Felicidade Absoluta.

### Hinduísmo
O Hinduísmo abrange diferentes denominações religiosas, sem um ser criador comum ou escritura sagrada universal. As opiniões filosóficas individuais têm conceitos parcialmente diferentes em relação ao ensino da vida, morte e libertação. Os conceitos relacionados ao sentido da vida são da mesma maneira diferentes. Para muitos, significa uma vida após o tradicional "quatro objetivos da vida", isto é, Artha (poder), Kama (desejo), Dharma (harmonia moral) e finalmente como última meta, o Moksha (a libertação). Para os partidários dos ensinamentos de Advaita-Lehre, Moksha significa elevação a "consciência cósmica" no brâmane. Para os defensores do Dvaita-Lehre, o Bhakti possui um estado  central, e a libertação significa comunhão eterna e paz com Deus.

### Judaísmo
A religião judaica baseia-se nas tradições religiosas de judeus e escolhidas por Deus.
O sentido da vida no Judaísmo consiste na observância das leis divinas, na reverência perante a Deus e sua vontade. As leis e ordens divinas estão reunidas na Tanakh, além da Talmud e Midrash .

### Cristianismo

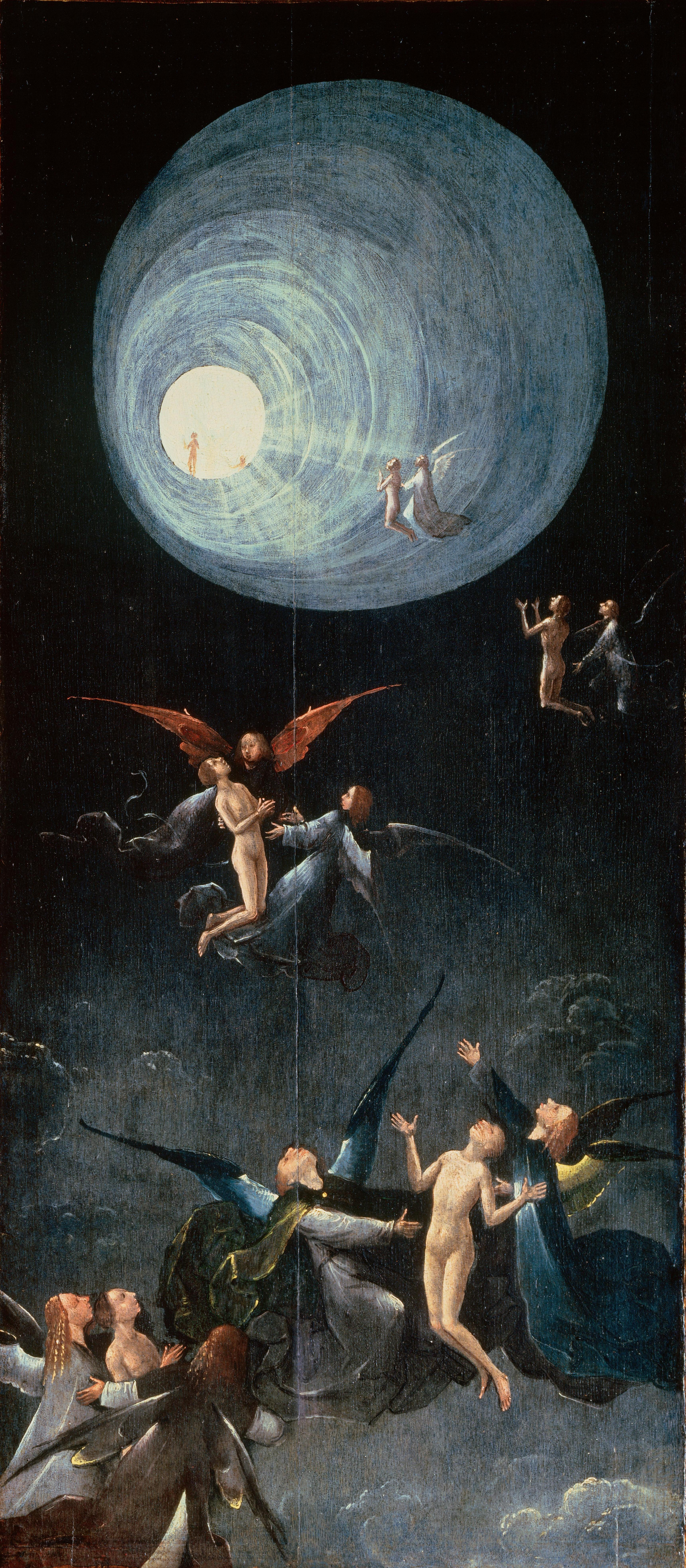
Anjos guiando as almas no pós-vida

O Cristianismo fundamenta-se no conjunto de ensinamentos de Jesus de Nazaré. De acordo com a tradição, Ele era o filho de um carpinteiro judeu. Como o filho de Deus e Messias, Ele anunciou a vinda do Reino de Deus e salvou as pessoas do pecado original com a sua morte e a sua ressurreição.
O sentido da vida no Cristianismo baseia-se na comunhão com Deus na vida, bem como após a morte. Confissão e o arrependimento são pré-requisitos para tal, assim como a libertação dos pecados através de Jesus Cristo. Como é descrito na Bíblia, Deus nos criou com uma “necessidade espiritual”, o que inclui o desejo de encontrar o sentido da vida.

### Cultura Racional
O sentido da vida é se conhecer e saber que é um animal racional, sofredor e mortal.

### Cabala
Considerando a Kabbalah com o método de investigação da realidade para a revelação do Sistema de leis que governam a natureza, o sentido da vida é apresentado por um conjunto de vários pensadores em quase 6 milênios de civilização de forma coerente e convergente como sendo o atingir em vida de um estado de independência completa em relação a própria natureza humana. Essa natureza seria a eterna busca pelo prazer e rejeição da dor. Enquanto o estado final seria busca pela verdade e rejeição da ilusão. Porém esse estado só poderia ser alcançado pela conexão pelo amor entre os seres humanos que levaria a um estado de "um só homem com um só coração"

## Visões populares
"Qual é o significado da vida?" é uma pergunta que muitas pessoas se fazem em algum momento de suas vidas, a maioria no contexto de "Qual é o propósito da vida?". Algumas respostas populares incluem:

### Para realizar o potencial de cada um e perseguir seus ideais
- Para perseguir os seus sonhos.[27]
- Para viver os próprios sonhos.[28]
- Para gastar o tempo de vida em algo que ultrapassará o sentido da sua própria existência.[29]
- Para se importar: ter feito alguma diferença pelo simples fato de ter vivido.[29]
- Para expandir o potencial na vida.[28]
- Para se tornar a pessoa que sempre quis ser.[30]
- Para se tornar a melhor versão de si mesmo.[31]
- Para buscar felicidade e florescer.[32]
- Para ser tornar um ser humano autêntico.[33]
- Para ser capaz de colocar tudo de si em seus sentimentos, seu trabalho, suas crenças.[29]
- Para seguir ou se submeter ao nosso destino.[34][35][36]
- Para alcançar a eudaimonia, um florescimento do espírito humano.[37]

### Para evoluir ou alcançar a perfeição biológica
- Para evoluir,[38] mudando de geração em geração.
- Para sobreviver,[39] isto é, viver o máximo possível,[40] incluindo a busca pela imortalidade (através de meios científicos).[41]
- Para viver para sempre[41] ou morrer tentando.[42]
- Para maximizar a vantagem dos próprios genes em termos de seleção natural, tendo muitos filhos ou descendentes indiretos por meio de parentes.[43]
- Para replicar, reproduzir.[27] "O 'sonho' de cada célula é se tornar duas células."[44][45][46][47]

### Para alcançar a sabedoria ou obter o conhecimento
- Para expandir a percepção do mundo.[28]
- Para aprender o máximo de coisas possíveis na vida.[48]
- Para buscar sabedoria e conhecimento e domar a mente, a fim de evitar o sofrimento causado pela ignorância e encontrar a felicidade.[49]
- Para enfrentar nossos medos e aceitar as lições que a vida nos oferece.[34]
- Para encontrar o significado ou propósito da vida.[50]
- Para encontrar um motivo para viver.[51]

### Para fazer o bem ou fazer a coisa certa
- Deixar o mundo um lugar melhor do que você o encontrou.[27]
- Fazer o melhor para deixar cada situação melhor do que você a encontrou.[27]
- Beneficiar os outros.[52]
- Dar mais do que receber.[27]
- Acabar com o sofrimento.[53][54]
- Criar igualdade.[55]
- Desafiar a opressão.[56]
- Distribuir riqueza.[57]
- Ser generoso.[58]
- Contribuir para o bem-estar e o espírito dos outros.[59]
- Ajudar os outros, ajudar uns aos outros.[27]
- Aproveitar cada oportunidade para ajudar outro enquanto estiver nesta jornada.[27]
- Ser criativo e inovador.[60]
- Perdoar.[27]
- Aceitar e perdoar as falhas humanas.[61]
- Ser emocionalmente sincero.[29]
- Ser responsável.[29]
- Ser honrado.[29]
- Buscar a paz.[29]

### Significados relacionados à religião
- Alcançar a esfera mais alta do céu e estar no coração do Divino.[62]
- Ter uma alma pura e experimentar Deus.[29]
- Entender o mistério de Deus.[34]
- Conhecer ou atingir a união com Deus.[63]
- Conhecer a si mesmo, conhecer os outros e conhecer a vontade do céu.[64]
- Amar algo maior, maior e além de nós mesmos, algo que não criamos ou temos o poder de criar, algo intangível e santificado por nossa própria crença nele.[27]
- Amar a Deus[63] e todas as suas criações.[65]
- Glorificar a Deus desfrutando dele para sempre.[66]
- Dissiminar sua religião e compartilhá-la com os outros.[67]
- Agir com justiça, amar a misericórdia e andar humildemente com seu Deus.
- Ser frutífero e multiplicar. (Gênesis 1:28)[68]
- Obter liberdade. (Romanos 8:20-21)
- Encher a Terra e subjugá-la. (Gênesis 1:28)[68]
- Servir a humanidade,[69] preparar-se para encontrar e tornar-se mais semelhante a Deus, escolher o bem sobre o mal e ter alegria.[70]
- "Ele é Aquele que criou a morte e a vida para testar qual de vocês é o melhor em obras. E Ele é o Todo-Poderoso, o Perdoador." —Alcorão 67:2
- Adorar a Deus e entrar no paraíso na vida após a morte.[71]

### Para amar, para sentir a vida e para aproveitar o ato de amar
- Amar mais.[27]
- Amar aqueles que significam mais. Cada vida que você tocar vai te tocar de volta.[27]
- Valorizar cada sensação agradável que se tem.[27]
- Buscar a beleza em todas as suas formas.[27]
- Divertir-se ou aproveitar a vida.[34][60]
- Buscar prazer[29] e evitar dor.[72]
- Ser compassivo.[29]
- Ser tocado pelas lágrimas e dor dos outros, e tentar ajudá-los por amor e compaixão[27].
- Amar os outros da melhor forma possível.[27]
- Comer, beber e ser feliz. (Eclesiastes 8:15)

### Para obter poder e ser melhor
- Buscar poder[73] e superioridade.[72]
- Dominar o mundo.[35]
- Conhecer e dominar o mundo.[67]
- Conhecer e dominar a natureza.[67]
- Ajudar a vida a se tornar a mais poderosa possível.[74]

### A vida não tem sentido
- A vida ou a existência humana não tem um significado ou propósito real porque a existência humana ocorreu por acaso na natureza, e qualquer coisa que exista por acaso não tem um propósito pretendido.[75]
- A vida não tem significado, mas como humanos tentamos associar um significado ou propósito para que possamos justificar nossa existência.[27]
- Não há sentido na vida, e é exatamente isso que a torna tão especial.[27]

### Não se deve buscar conhecer e entender o significado da vida
- A resposta para o significado da vida é tão profunda que não pode ser conhecida e compreendida.[75]
- Você nunca viverá se estiver procurando pelo significado da vida.[27]
- O significado da vida é esquecer a busca pelo significado da vida.[27]

## Humor e cultura popular
O conceito de a vida possuir um significado é usualmente parodiado na cultura popular:
- Em relação aos livros da série O Guia do Mochileiro das Galáxias, o sentido da vida é 42, por esta ser a resposta para a pergunta fundamental sobre a vida, o universo e tudo mais (que foi obtida após um período de sete milhões e meio de anos de processamento de um supercomputador gigante chamado Pensador Profundo, que havia sido construído por uma raça de seres hiperinteligentes).
- Monty Python's The Meaning of Life: nesta comédia, sugere-se que não há significado para a vida.
- Em Os Simpsons, no final do episódio "Homer, o Herege", o próprio Deus em pessoa fala a Homer qual é o sentido da vida, mas a conversa é interrompida pelos créditos.
- O Alquimista e o filme City Slickers apresentam o assunto de maneira similar: o significado da vida é uma jornada individual para encontrar o "caminho" de cada um. Neste contexto, o "caminho", similar ao que é definido no budismo como  "4ª verdade nobre", é mais bem explicado simplesmente como o modo que a pessoa escolhe conduzir a sua vida.